# Jaculus blanfordi
Jaculus blanfordi је врста глодара из породице скочимиш (Dipodidae). 

## Распрострањење и станиште
Ареал врсте је ограничен на мањи број држава. Врста има станиште у Ирану, Пакистану, Туркменистану и Узбекистану.
Станиште врсте су пустиње. Врста Jaculus blanfordi је присутна на подручју Каспијског језера.

## Начин живота
Врста Jaculus blanfordi прави гнезда. 

## Угроженост
Ова врста није угрожена, и наведена је као последња брига јер има широко распрострањење.